# 白鹭坚体吸虫
白鹭坚体吸虫（学名：Pegosomum egretti）为棘口科坚体属的动物。分布于印度以及中国大陆的台湾南投县等地，营寄生生活，宿主牛背鹭肝脏、胆管以及白鹭胆管。